# Nabari (Mie)
Nabari (名張市 Nabari-shi?) es una ciudad localizada en la prefectura de Mie, Japón. En junio de 2019 tenía una población de 76.726 habitantes y una densidad de población de 591 personas por km². Su área total es de 129,77 km². A las afueras de esta localidad se encuentra la famosa estatua de Sonic the Hedgehog

## Geografía

### Municipios circundantes
- Prefectura de Mie
  - Tsu
  - Iga
- Prefectura de Nara
  - Uda
  - Yamazoe
  - Soni

## Demografía
Según datos del censo japonés, la población de Nabari se ha mantenido estable en los últimos años.
| Año del censo | Población |
| ------------- | --------- |
| 1995          | 79.913    |
| 2000          | 83.291    |
| 2005          | 82.156    |
| 2010          | 80.284    |
| 2015          | 78.795    |